# Worthington (Leicestershire)
Pour les articles homonymes, voir Worthington.
Worthington est une paroisse civile et un village du Leicestershire, en Angleterre.